# Ilha de Santiago (Galápagos)
Ilha de Santiago, conhecida também pelos nomes de James ou San Salvador, é uma ilha equatoriana do Oceano Pacífico localizada no arquipélago de Galápagos.
Cinco espécies de répteis e 20 de aves estão presentes na ilha, que também abriga 113 espécies de plantas endêmicas das Galápagos, das quais seis são restritas a ilha.